# Mendelův jinan
Mendelův jinan, také známý jako Jinan u svatého Tomáše, je památný strom a údajně nejstarší a největší jinan v České republice. Roste v zahradě augustiniánského kláštera svatého Tomáše poblíž Mendelova náměstí v Brně.

## Základní údaje

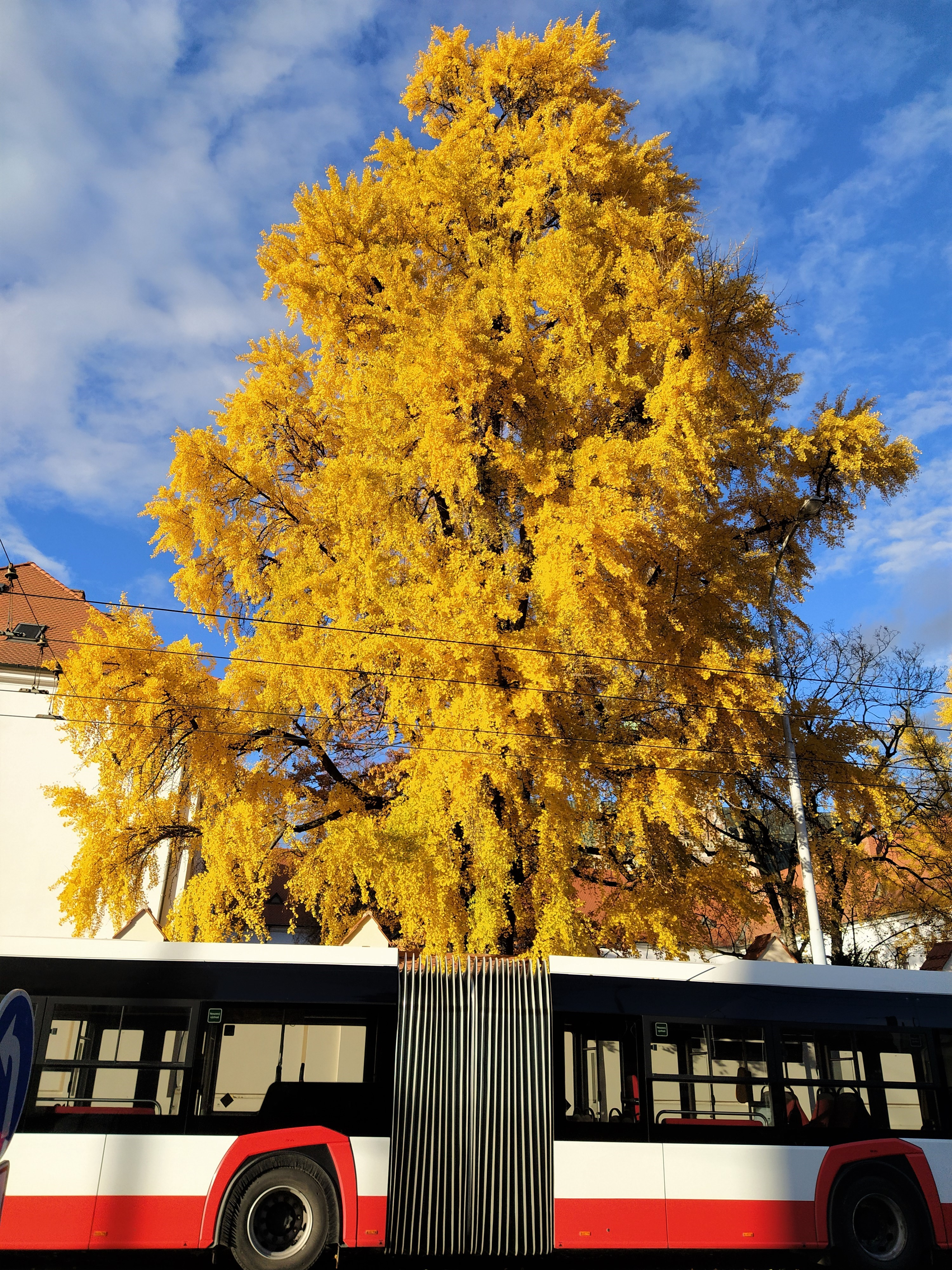
Mendelův jinan (listopad 2021)

- název: Jinan u svatého Tomáše, Mendelův jinan[2]
- výška: 24 m[1], přes 25 m[3]
- obvod: 350 cm[1], 410 cm (2005)[3]
- věk: 150 let[3]
- sanace: původně obruče, nově 1988[3]

## Stav stromu a údržba
Jinan bývá často popisován jako nejstarší nebo největší v České republice. Podobný obvod kmene mají dále Jinan v Březinách u Děčína, Jinan u muzea v Podmoklech u Děčína a Jinan na Lužánkách v Brně. Koruna dorostla úctyhodných rozměrů a aby nedošlo k jejímu rozlomení, byla v minulosti stažena obručemi. Když začaly zarůstat do kůry a hrozilo poškození stromu, došlo roku 1988 k výměně za moderní vazbu. V létě 2010 byla vazba opravena a prořezána koruna.

## Historie a pověsti
Uvádí se, že strom pamatuje Johanna Gregora Mendela, který působil v místním klášteře mezi lety 1843 až 1884.

## Další zajímavosti
Jinanu byl věnován prostor v pořadu České televize Paměť stromů, konkrétně v dílu č. 15: Stromy s NEJ. Také se stal jedním ze 14 kandidátů Brněnského kola ankety Strom roku 2005.

## Památné a významné stromy v okolí
- Platan u svaté Anny
- Školní platan
- Babyka na Mahenově stráni
- Dub u sportovní haly
- Královopolský buk (červenolistý)